# Nonaanzuur
Nonaanzuur of pelargonzuur is een verzadigd vetzuur met als brutoformule C9H18O2. Nonaanzuur is een vloeibaar, olieachtig en onaangenaam ranzig geurend carbonzuur. Nonaanzuur is slecht oplosbaar in water, maar goed oplosbaar in ethanol. De zouten en esters van nonaanzuur worden pelargonaten of nonanoaaten genoemd. De triviale naam is afkomstig van Pelargonium, een plantengeslacht waarbij nonaanzuur in de bladeren voorkomt.

## Voorkomen
Nonaanzuur komt als ester voor in de bladeren van Pelargonium roseum, Ajania en Rubus, maar ook in hopolie, rozenolie, ooievaarsbek (geraniums) en in de menselijke huid. Nonaanzuur treedt op als metaboliet bij een aantal in water levende microben. Het kan synthetisch bereid worden door ozonolyse van erucazuur.

## Toepassingen
Nonaanzuur wordt gebruikt bij de productie van smeermiddelen, alkydharsen en weekmakers. Ook wordt het gebruikt als een relatief milieuvriendelijk onkruidbestrijdingsmiddel. Uit nonaanzuur kunnen hydrotrope zouten gevormd worden.